# Andrés Ruiz de Sarabia

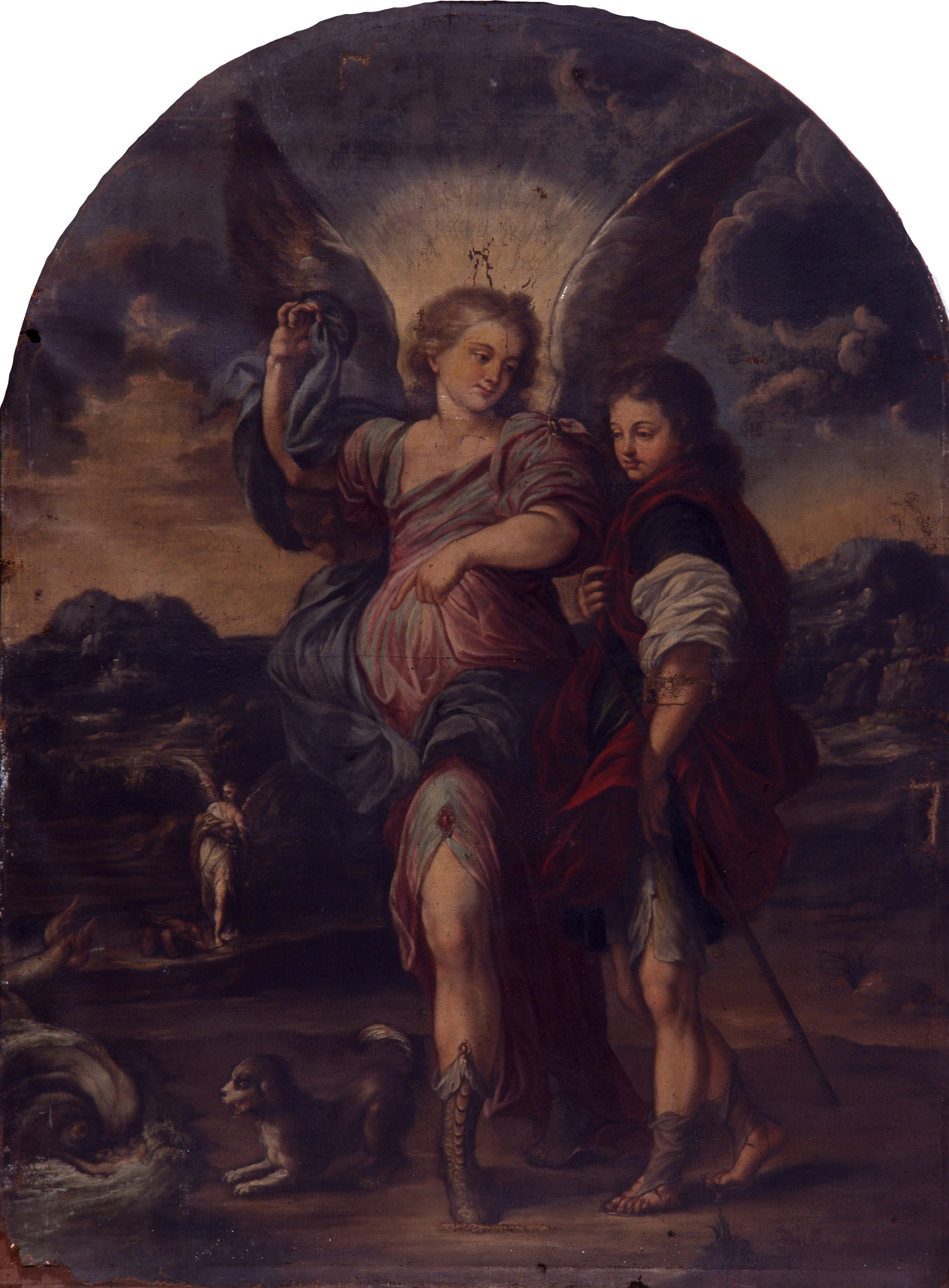
Tobías y el ángel, óleo sobre lienzo, 224 x 168 cm, Córdoba, Museo de Bellas Artes.

Andrés de Sarabia o Ruiz de Sarabia (fl. 1619-1624), fue un pintor barroco español, miembro de una extensa familia de artistas activos en Sevilla y Córdoba.
Natural de Sevilla, se le documenta entre 1619 y 1624 ocupado junto con su hermano Melchor en labores de dorado y estofado de retablos. Antonio Palomino, en la biografía que dedicó a su hijo, el también pintor José de Sarabia, nacido en 1608, cuenta que siendo este todavía mozo su padre marchó a Lima donde falleció. Lo mismo repitió Ceán Bermúdez, apuntando como fecha de la partida el año 1616. De su estancia y trabajo en Lima, sin embargo, nada se conoce.
Documentada su intervención en las pinturas de los cuatro ángeles que decoran la capilla del Sagrario de la iglesia de Nuestra Señora de la Asunción de Montemayor, en el Museo de Bellas Artes de Córdoba se le atribuyen por su semejanza con estas algunas pinturas procedentes del Oratorio de San Felipe Neri, en las que se advierte cierta semejanza con el estilo seco de Francisco Pacheco.
Un nieto, también llamado Andrés Ruiz de Sarabia (1653-1738), fue asimismo pintor activo en Córdoba aunque de personalidad difícil de precisar.